# Kokre
Kokre (Duits: Kochre) is een plaats in de Estlandse gemeente Lääne-Nigula, provincie Läänemaa. De plaats heeft de status van dorp (Estisch: küla).
Tot in oktober 2017 hoorde Kokre bij de gemeente Martna. In die maand werd Martna bij de fusiegemeente Lääne-Nigula gevoegd.

## Bevolking
Het dorp had 12 inwoners op 31 december 2011 en 8 inwoners op 31 december 2021.

## Geschiedenis
Kokre werd voor het eerst genoemd in 1689 onder de naam Kockry Byy (by is Zweeds voor ‘dorp’). In 1726 heette het dorp Kockers. Het lag op het landgoed van Groß-Lechtigall (Suure-Lähtru).
Tussen 1977 en 1997 maakte Kokre deel uit van het buurdorp Suure-Lähtru.